# Cryptomeliola moiana
Cryptomeliola moiana är en svampart som beskrevs av Mibey 1997. Cryptomeliola moiana ingår i släktet Cryptomeliola och familjen Meliolaceae.   Inga underarter finns listade i Catalogue of Life.